# Pascal Amoyel
 (juin 2011).
Si vous disposez d'ouvrages ou d'articles de référence ou si vous connaissez des sites web de qualité traitant du thème abordé ici, merci de compléter l'article en donnant les références utiles à sa vérifiabilité et en les liant à la section « Notes et références ».
Pascal Amoyel est un pianiste,  compositeur, auteur et comédien français né le 2 janvier 1971 à Rozay-en-Brie (Seine-et-Marne).

## Biographie
Victoire de la Musique en 2005 dans la catégorie « Révélation Soliste Instrumental de l’année », Pascal Amoyel est récompensé en 2010 par un Grand Prix du Disque à Varsovie par la prestigieuse Société Chopin pour son intégrale des Nocturnes de Chopin aux côtés de Martha Argerich et de Nelson Freire, enregistrement qualifié de « miracle que l’on n’osait plus espérer, qu’on écoute bouche bée par tant de beauté » par la revue Classica. Son interprétation des Funérailles de Liszt a également été saluée par la critique comme l’une des références historiques, et ses Harmonies Poétiques et Religieuses de Liszt élues parmi les 5 meilleurs enregistrements de l’année 2007 par la chaîne Arte.
À 10 ans, lorsqu’il commence ses études de piano à l’École normale de musique — Alfred Cortot de Paris, il est remarqué par Gyorgy Cziffra qu’il suit en France et en Hongrie. À 17 ans, après un baccalauréat scientifique, il décide de se consacrer entièrement à la musique. Parallèlement à ses études il se produit en improvisant dans des cabarets de Montmartre. Il obtient une Licence de concert à l’École Normale de Paris (classe de Marc André), les Premiers Prix de Piano et de Musique de chambre au Conservatoire national supérieur de musique de Paris (classe de Jacques Rouvier et Pascal Devoyon), devient Lauréat de la Fondation Menuhin et Lauréat de la Fondation Cziffra, puis remporte le Premier Prix au Concours International des Jeunes Pianistes de Paris. Il reçoit également les conseils de Lazar Berman, Aldo Ciccolini, Vlado Perlemuter, Pierre Sancan, Maria Curcio, Daniel Blumenthal, Véra Gornostaeva, Dominique Merlet, Désiré N'Kaoua, Jacqueline Landowski, Lev Naoumov.
Ses enregistrements seul ou avec la violoncelliste Emmanuelle Bertrand obtiennent les plus hautes récompenses: Gramophone, Cannes Classical Awards, ffff de Télérama, Diapason d’Or de l’année, «Choc» du monde de la Musique, 10 de Classica, Grand Prix annuel de la critique allemande…
Compositeur, Pascal Amoyel est Lauréat de la Fondation Banque Populaire. Il est notamment l’auteur du cycle "Job, ou Dieu dans la tourmente" et de "Lettre à la femme aimée au sujet de la mort" (sur des poèmes de Jean-Pierre Siméon).
Il s’investit aussi dans la création de nouvelles formes de concert: son spectacle musical « Block 15, ou la musique en résistance » (mise en scène Jean Piat), a été qualifié "de recherche très pure et touchante" par le metteur en scène Peter Brook, et a fait l’objet d’une adaptation pour France Télévisions. Il a également écrit et créé les seuls en scène « Le pianiste aux 50 doigts, ou l'incroyable destinée de Gyorgy Cziffra », « Le jour où j’ai rencontré Franz Liszt », et « Looking for Beethoven » (mises en scène Christian Fromont) qui ont été joués à guichets fermés au festival d’Avignon et durant plusieurs mois au Théâtre Le Ranelagh à Paris. Il est aussi l'auteur du spectacle familial « Une petite histoire de la grande musique ». En tant que comédien, il a collaboré et a donné la réplique à Jean Piat, Francis Huster et Brigitte Fossey.
Pédagogue recherché, il est professeur de piano et d’improvisation au CRR de Rueil-Malmaison et enseigne l'analyse et l'improvisation à Sciences-Po Paris. Il donne régulièrement des master classes, conférences et cours en France (CNSM de Paris...), en Russie (Conservatoire Tchaikovski à Moscou), aux Etats-Unis ou en Corée. 
Il crée le "Juniors Festival" dont les enfants sont les acteurs, y compris ceux porteurs de handicaps, ainsi que le festival Notes d’automne qu’il dirige, dont il est commanditaire de plus d’une cinquantaine de créations musico-littéraires (avec Jean-Pierre Marielle, Barbara Hendricks, Natalie Dessay, Eric-Emmanuel Schmitt, Anne Roumanoff, Raphaël Enthoven, Jacques Gamblin, Denis Podalydès, Richard Bohringer, Patrick Bruel…). 
Auteur de l’ouvrage Une petite histoire de la grande musique (bleu nuit éditeur), il a produit une série d’émissions sur France Culture intitulée « Une histoire de la musique ». 
Premier Grand Prix Arts-Deux Magots récompensant « un musicien aux qualités d’ouverture et de générosité », Prix Jean Pierre-Bloch de la Licra pour « le rapport aux droits de l’homme dans son œuvre », Médaille d'Or du rayonnement culturel de la Renaissance française, il est le parrain de l’association APTE, qui dispense des cours de musique à des enfants autistes.
Il a été élevé aux grades de Chevalier dans l’Ordre des Arts et des Lettres, de Chevalier dans l’Ordre des Palmes Académiques et de Chevalier dans l'Ordre national du Mérite.

## Récompenses et distinctions
- 1992 : Lauréat de la Fondation Cziffra
- 1992 : Lauréat de la Fondation Menuhin
- 1992 : Premier Prix de piano - Conservatoire national supérieur de musique et de danse de Paris
- 1994 : Premier Prix de musique de chambre - Conservatoire national supérieur de musique et de danse de Paris
- 1994 : Diplôme Supérieur d'Exécution à l'École Normale de Musique — Alfred Cortot de Paris
- 1994 : Premier Prix du Concours International des Jeunes Pianistes de Paris
- 2000 : Premier Prix Arts-Deux Magots, catégorie "Artiste de l'Année" récompensant « un musicien aux qualités d’ouverture et de générosité »
- 2001 : Cannes Classical Music Awards
- 2005 : Révélation soliste instrumental aux Victoires de la musique classique
- 2006 : Chevalier dans l'Ordre des Arts et des Lettres
- 2006 : Diapason d'Or de l'Année
- 2007 : Album Liszt "Harmonies Poétiques religieuses" élu parmi les 5 meilleurs disques de l'année par la chaine Arte
- 2010 : Grand Prix du Disque Frédéric Chopin - Société Fryderyk Chopin à Varsovie
- 2010 : Lauréat de la Fondation d'Entreprise Banque Populaire, catégorie Compositeur
- 2012 : Prix Jean Pierre-Bloch de la Licra, récompensant "un artiste et son œuvre dans son rapport aux Droits de l'Homme"
- 2013 : Jahrespreis des deutschen Schallplaten Kritik (Grand Prix annuel de la critique allemande)
- 2014 : Chevalier dans l'Ordre des Palmes Académiques
- 2020 : Médaille d'Or du Rayonnement culturel de la Renaissance française
- 2022 : Prix René Obaldia de Académie Alphonse Allais (ouvrage collectif "Faut-il mettre un masque aux idées?")
- 2023 : Intronisation à l'Académie Alphonse Allais
- 2014 : Chevalier dans l'Ordre National du Mérite

## Discographie

### Piano
- Alkan, Grande Sonate « Les 4 âges », Nocturne, Barcarolle, chanson de la folle au bord de la mer, Esquisses (26-28 mai 2012, La Dolce Volta) (OCLC 867845200 et 422044862)
- Chopin, Intégrale des Nocturnes, Berceuse (juin 2004, Calliope  CAL 9351.2 / La Dolce Volta) (OCLC 659739385), (BNF 41407016)
- Chopin, "Polonia": Polonaises (27-30 avril 2015, La Dolce Volta) (OCLC 946046783)
- Chopin, "1846, dernière année à Nohant", Barcarolle op.60, 3 Mazurkas op.63, 3 valses op.64, Mazurka op.67 n°4, 2 Nocturnes op.62 + Sonate pour violoncelle et piano, février 2015 Harmonia Mundi
- Olivier Greif, « Sonate de Guerre » (2000, Pianovox/Sony) (OCLC 409964631)
- Liszt, « Autour de Faust » (juillet 1997, XCP) (OCLC 658560462)
- Liszt, « De profundis » - Ensemble grégorien Antiphona, dir. Rolandas Muleika (2002, Ogam) (OCLC 247075545)
- Liszt, Intégrale des Harmonies Poétiques et Religieuses, 2e Ballade, Nocturnes (mai 2007, Calliope/La Dolce Volta LDV 107.8) (BNF 43709687)
- Scriabine, Intégrale des Poèmes (septembre 2005, Calliope / La Dolce Volta) (OCLC 75426678)
- Schubert, Impromptus op. 90 ; Liszt, Funérailles, Sonnet de Pétrarque 104, Après une lecture de Dante (1996, XCP XCP5025) (BNF 38387003)
- Olivier Greif, « Sonate de Guerre », Sonate "Les Plaisirs de Chérence" + Pascal Amoyel: Sadhana, in memoriam Olivier Greif (Triton)
- Ludwig van Beethoven, Sonate "Clair de lune", Sonate "Pathétique", Sonate "Appassionata", Testament d'Heiligenstadt (2019, Tandem concerts)
- Looking for Beethoven, version audio du spectacle, Harmonia Mundi
- Liszt, Schumann, Schubert, Mélodrames, avec Vincent Figuri (2023, éditions Salamandre)

### Musique de chambre
- Alkan, Liszt, Sonate d'Alkan, Intégrale de l'œuvre de Liszt pour violoncelle et piano - avec Emmanuelle Bertrand, violoncelle (mars 2001, Harmonia Mundi) (OCLC 742626321)
- Bloch, Suites nos 1, 2 et 3, Méditation hébraïque, Jewish Life, Nirvana, Nigun - avec Emmanuelle Bertrand, violoncelle (décembre 2002, Harmonia Mundi HMC 901810) (BNF 39100911)
- Chopin, Sonate pour violoncelle (février 2015, Harmonia Mundi) avec Emmanuelle Bertrand, violoncelle + Barcarolle, Nocturne et Valse pour piano (OCLC 933771811)
- Chostakovitch, Sonate pour violoncelle et piano, moderato pour violoncelle et piano, avec Emmanuelle Bertrand, violoncelle (Harmonia Mundi)
- Debussy, Sonate pour violoncelle - avec Emmanuelle Bertrand, violoncelle (décembre 2014, Harmonia Mundi) (OCLC 927112315)
- Olivier Greif, Sonate de Requiem, Trio - avec Emmanuelle Bertrand, violoncelle et Antje Weithaas, violon (juin 2005, Harmonia Mundi HMG 501900)[2] (BNF 43701872)
- Greif, « Pascal Amoyel plays Greif » : + Sadhana, in memoriam Olivier Greif de Pascal Amoyel pour violoncelle et voix - avec  Emmanuelle Bertrand, violoncelle (2009, CD/DVD Triton TRI331160) (OCLC 762763570), (BNF 42335487)
- Grieg, Sonate op. 36, Pièces lyriques (arrangements Pascal Amoyel et Emmanuelle Bertrand), Allegretto en mi majeur, Intermezzo en la mineur - avec Emmanuelle Bertrand, violoncelle (juillet 2007, Harmonia Mundi HMC 901986) (OCLC 297182375), (BNF 41376558)
- Saint-Saëns, Sonate no 1, Prière op. 158, Romance op. 36, Gavotte op. 16 no 3, Tarentelle op. 10 no 5, Suite op. 16, Romance op. 51, Le Cygne - avec Emmanuelle Bertrand, violoncelle (septembre 2006, Harmonia Mundi)
- Saint-Saëns, le Carnaval des animaux - avec Anne Roumanoff, sur un texte d'Eric-Emmanuel Schmitt (livre-disque Albin Michel/France musique, 2014  – commande du Festival Notes d'Automne) (OCLC 900037110)
- Rachmaninoff, vocalise, avec Emmanuelle Bertrand, coffret 50 ans d'harmonia mundi
- Saint-Saëns, le Carnaval des animaux - avec  Pépito Matéo, récitant ; Alexandra Brown, alto ; Emmanuelle Bertrand, violoncelle, Catherine Montier et Jean-Marc Phillips-Varjabédian, violons ; Alexis Kossenko, flûte ; Stéphane Logerot, basson ; Patrick Messina, clarinette ; Éric Sammut, percussion ; Vahan Mardirossian, piano (18 mai 2010, Didier Jeunesse + album) (OCLC 816532477)
- Strauss, Romance AV 75 en fa majeur, Sonate pour violoncelle et piano ; Reger, Sonate pour violoncelle et piano, Petite Romance en ré majeur - avec Emmanuelle Bertrand, violoncelle (février 2004, Harmonia Mundi HMC 901836) (OCLC 872024584), (BNF 39908282)
- Saint-Saëns, Sonate N°2 et Sonate N°3 (1ère mondiale) pour violoncelle et piano, avec Emmanuelle Bertrand, Harmonia Mundi
- Ferdinand de la Tombelle Sonate pour violoncelle et piano, Andante espressivo, avec Emmanuelle Bertrand, Bru Zane (2019)
- Johannes Brahms, Sonate N°1 op.38, Sonate N°2 op.99, 7 lieder pour violoncelle et piano, avec Emmanuelle Bertrand, Harmonia Mundi (juillet 21)
- Berceuses, cello dreams, Fauré, Tchaikowski, Ravel, Dvorak, Bridge, Schubert, Schumann, Falla, Grieg... avec Emmanuelle Bertrand, Harmonia Mundi (juin 24)
- Schubert, Sonate Arpeggione + arrangements de lieder avec Emmanuelle Bertrand (parution en 2025)

## Théâtre musical (créations)
- "Le Block 15 ou la musique en résistance", de et avec Pascal Amoyel et Emmanuelle Bertrand, mise en scène Jean Piat, Théâtre du Renard, Paris
- "Le pianiste aux 50 doigts", de et avec Pascal Amoyel, mise en scène Christian Fromont, Festival d'Avignon, Théâtre Le Ranelagh et Théâtre Montparnasse Paris
- "Le jour où j'ai rencontré Franz Liszt", de et avec Pascal Amoyel, mise en scène Christian Fromont, Festival d'Avignon, Théâtre Le Ranelagh, Paris
- "Une petite histoire de la grande musique", de et avec Pascal Amoyel, Emmanuelle Bertrand, Alma Amoyel, mise en scène Christian Fromont, création au Festival Notes d'automne
- "Looking for Beethoven", de et avec Pascal Amoyel, mise en scène Christian Fromont, Festival d'Avignon, Théâtre Le Ranelagh, Paris
- "L'étrange concert de Pascal Amoyel", écrit par Pascal Amoyel, Maxime Schucht, Sylvain Vip, Christian Fromont, mise en scène Christian Fromont (spectacle de mentalisme musical)
- "Une leçon de piano avec Chopin" de et avec Pascal Amoyel, mise en scène Christian Fromont, Théâtre Le Ranelagh
- "Dernières notes, la dernière soirée de Romain Rolland", de Michel Mollard, mise en scène François Michonneau, Théâtre des Champs-Elysées et Studio Hebertot

## Concerts littéraires (créations)
- Les Nuits romantiques de Nohant, avec Jean Piat
- Waterloo de Victor Hugo, avec Francis Huster
- Le Carnaval des animaux, texte d'Eric-Emmanuel Schmitt, avec Anne Roumanoff, commande du Festival Notes d'automne
- La poésie sauvera le monde, avec Mathieu Kassovitz, texte de Jean-Pierre Siméon, mise en scène Gérald Garutti
- Je danse donc je suis, avec Raphaël Enthoven, philosophe, et Emmanuelle Bertrand, violoncelliste
- Impromptus, entre émotions et réflexions, concert-philo avec André Comte-Sponville philosophe, et Emmanuelle Bertrand, violoncelliste
- Harmonies poétiques et religieuses, avec Francis Huster
- Manhattan Rhapsody, George Gershwin/Charlie Chaplin, avec Francis Huster
- 2 Alice au pays des merveilles, avec Brigitte Fossey, Alma Amoyel, violon et comédie, adaptation Stéphanie Tesson et Brigitte Fossey, mise en scène Stéphanie Tesson
- Âmes de feu, avec Macha Méril
- Romain Gary, avec Robin Renucci
- Madeleine et Apollinaire, un amour en temps de guerre, avec Alexandrine Serre, Pierre Jacquemont et Emmanuelle Bertrand
- La Prédication aux oiseaux, de Christian Bobin, avec Alain Carré
- Le Grand 20e siècle : 100 ans de poésie, avec Sylvia Bergé de la Comédie française, Suliane Brahim, Jean-Philippe Audoli et Emmanuelle Bertrand
- Le Merveilleux Voyage de Nils Holgersson à travers la Suède, avec Brigitte Fossey et Emmanuelle Bertrand
- Clara, avec Brigitte Fossey et Emmanuelle Bertrand
- Waterloo, avec Pierre Jacquemont
- Nuits, avec Didier Sandre de la Comédie française, ou Brigitte Fossey
- Ballade en bords de scène, avec Brigitte Fossey
- Lettre à la femme aimée au sujet de la mort, pour piano préparé, violoncelle et gong, avec Maurice Petit, Emmanuelle Bertrand, textes de Jean-Pierre Siméon, musique de Pascal Amoyel
- Mélodrames, avec Vincent Figuri

## Concerts d'improvisation
- Improvisations sur des courts métrages de et avec Roman Polanski, Casino de Paris, 2003
- Beethoven in Harlem, avec Antoine Hervé, création scène Nationale de Quimper, 2010
- Rapsodie en bleu romantique, avec Antoine Hervé, création Lisztomanias de Châteauroux, 2010
- Le Duel, joute d'improvisation entre Beethoven et Steibelt, avec Dimitris Saroglou, création Festival International de La Roque d'Anthéron, 2020
- Joute d'improvisation, Beethoven/Steibelt, avec Masanori Kato Tokyo, Folle journée, 2022
- Le fantôme de l’Opéra, ciné-concert, avec Paul Gossot et Gwendal Giguelay, CRR Rueil-Malmaison
- Improvisations en concert avec Michel Portal

## Compositions
- Nigun, pour clarinette en la, extrait du cycle ""Job, ou Dieu dans la tourmente"  (création Michel Portal)
- Itinérance, pour violoncelle seul, extrait du cycle "Job, ou Dieu dans la tourmente" (paru en disque chez Harmonia Mundi et en partition aux Éditions le Chant du Monde), création Emmanuelle Bertrand
- In Memoriam pour piano (+ transcription pour violoncelle seul par Emmanuelle Bertrand)
- Kaddish de Terezin, pour orchestre à cordes et chœur d'enfants, extrait du cycle "Job, ou Dieu dans la tourmente" (+ version pour quatuor à cordes et chœur d'enfants + version pour orgue et chœur d'enfants), création par l'Orchestre Symphonique de Saint-Etienne et la Maîtrise de la Loire
- Lettre à la femme aimée au sujet de la mort (sur des poèmes de Jean-Pierre Simeon) pour violoncelle, piano préparé et gong, création Pascal Amoyel et Emmanuelle Bertrand
- Sadhana, in memoriam Olivier Greif, pour violoncelle et voix (paru chez Triton), création Emmanuelle Bertrand
- Psaume 90, pour Quatuor à cordes, création Quatuor Debussy
- Libera me, psalmodie pour violoncelle seul, création Emmanuelle Bertrand (Cité de la Musique)
- Prière, Chaconne, Miroirs, pour ensemble à cordes et violoncelle obligé
- 12 pièces pour piano

## Publications
- Une petite histoire de la grande musique, Paris, 2007, rééd. Bleu Nuit éditeur, 2019, 111 p. (ISBN 978-2-913575-04-2 et 2-913575-04-8, OCLC 461290478)
- Dominique Xardel (entretiens avec) (préf. Claude Samuel), Les Pianistes, Paris, Séli Arslan, coll. « Si c'était à refaire », 2002, 317 p. (ISBN 2-84276-086-7, OCLC 52858273, BNF 39071736), p. 13–26
- Si la musique t'était contée : de la préhistoire à la techno, Paris, Bleu Nuit éditeur, 2001, 96 p. (ISBN 2-913575-04-8, OCLC 470396038, BNF 38951274)
- "Un musicien sort de son silence", de l'ouvrage collectif "Faut-il mettre un masque aux idées", Académie Alphonse Allais

### Article
- « Du silence avant toute chose », revue 3e Millénaire, n° 88, été 2008

### Méthodes
- Le Duo violoncelle-piano, approches d'un genre (collection microsillon sous la direction de Mélanie Guérimand, Muriel Joubert, Denis Le Touzé)
- Improviser au piano pour les nuls (Gwendal Giguelay)

### Préface
- Autisme et musique, un duo harmonieux de Françoise Dorocq et Raymond Bossut

## Festivals
- Concepteur et directeur artistique du Festival Notes d'automne, rencontres musicales et littéraires au Perreux-sur-Marne (depuis 2009)
- Conseiller artistique de l'Estival de la Bâtie d'Urfé (Loire)
- Fondateur et directeur artistique du Juniors Festival (1999-2004)

## Transcriptions
- Pièces lyriques de Grieg, pour violoncelle et piano (avec Emmanuelle Bertrand)
- Danses hongroises de Brahms, pour violoncelle et piano (avec Emmanuelle Bertrand)

## Télévision
- Block 15, ou la musique en résistance, France 3 (réalisation Attilio Cossu)
- Looking for Beethoven, Tangaro/CLC productions, réalisation Laurent Preyale
- Une petite histoire de la grande musique, Tangaro/CLC productions, réalisation Laurent Preyale
- Le pianiste aux 50 doigts, Tangaro/CLC productions, réalisation Laurent Preyale
- Le jour où j'ai rencontré Franz Liszt, Tangaro/CLC productions, réalisation Laurent Preyale
- Liszt : Totentanz, variations sur le thème du Dies Irae, avec l'Orchestre Anima Eterna (dir. Jos van Immerseel), Festival Berlioz, Mezzo
- Grieg : Concerto pour piano en la mineur, avec l'Orchestre Symphonique des Flandres (dir. Jan Latham-Koenig), Concertgebouw Brugge, Mezzo

## Conférences
- Qu'est-ce qu'interpréter ?
- Les 32 Sonates de Beethoven, CNSM de Paris

## Musique de scène
- La Locandiera, de Goldoni, avec Jean-Claude Brialy, Festival d'Anjou, 2002
- Le violoncelle et son poème, de Jean-Pierre Siméon, avec Laurent Terzieff, "In memoriam" interprété par Emmanuelle Bertrand

## Productions radiophoniques
- Une histoire de la Musique, France Culture, 2009 (6 émissions)

## Chanson
- Où es-tu passé mon passé, interprété par Nana Mouskouri (paroles de Jean-Claude Brialy, arrangement Jean-Félix Lalanne), Album "fille du soleil", Universal

## DVD
- Sonate de guerre, zoom zoom production
- Olivier Greif, 10 ans après, avec la participation de Henri Dutilleux
- Rhapsodie, avec Caroline Sageman